# Diecéze Aggersel
Diecéze Aggersel je titulární diecéze římskokatolické církve.

## Život
Aggersel, ztotožnitelné s Abd-Er-Rahman-El-Garis či Tacrouna v dnešním Tunisku, je starobylé biskupské sídlo nacházející se v bývalé římské provincii Byzacena.
Známe tři biskupy tohoto sídla. Emilianus se roku 411 zúčastnil koncilu v Kartágu a spolu s ním též biskup donatista Candorius. Philsioso byl roku 484 účasten koncilu v Kartágu svolánem vandalským králem Hunerichem.
Dnes je využívána jako titulární biskupské sídlo; současným titulárním biskupem je Dennis Panipitchai, pomocný biskup diecéze Miao.

## Seznam biskupů
- Emilianus (zmíněn roku 411)
  - Candorius (zmíněn roku 411) (biskup donatista)
- Philsioso (zmíněn roku 484)

## Seznam titulárních biskupů
- John Selby Spence (1964–1973)
- Roch Pedneault (1974–2018)
- Dennis Panipitchai (od 2018)